# Оландско море
Оландско море (швед. Ålands hav, фин. Ahvenanmeri)  је водена површина у јужном делу Ботнијског залива, између Оландских острва и Шведске. 
Оландско море Спаја Ботнијско море с остатком Балтичког мора. Овде је море често немирно. Најужи део мора се назива Јужни Kваркен. Ров који пролази дном Оландског мора садржи другу најдубљу тачку Балтичког мора, на дубини од 301 метра, коју једино надмашује Ландсорт Дип.
Многи трајекти који иду од Финске до Шведске прелазе Оландско море .